# Erstlingswerk
Mit Erstlingswerk wird in der Regel erst im Rückblick das erste künstlerische Werk eines in der Literatur wie auch in der Bildenden Kunst, der Angewandten Kunst, der Darstellenden Kunst oder der Musik als Urheber tätigen Menschen bezeichnet, der mit seinem Schaffen in die Öffentlichkeit getreten ist.
Je nach Kunstform, nicht zuletzt aber je nach Interesse von meinungsbildenden Experten bzw. Medien an einem Gesamtwerk kann darauf bezogen tatsächlich ein erstes Werk oder erst jenes Werk gemeint sein, womit nach ersten Versuchen im kleineren Rahmen ein Debüt gewagt und es als eigenständig für sich allein stehendes Werk der Öffentlichkeit präsentiert wurde. (So haben Schriftsteller nicht selten zuerst relativ kurze und von den Medien kaum beachtete Beiträge in Anthologien von Kleinverlagen veröffentlicht und machten erst nach dem Vorlegen z. B. eines Romans oder eines eigenständigen Gedichtbandes von sich reden.)
Der Plural „Erstlingswerke“ kann sich wiederum bereits auf besagtes Beispiel erster Versuche in kleinerem Rahmen beziehen oder u. a. in der Bildenden Kunst auf eine erste Schaffensperiode, die mehrere Werke einschließt.

## Abgrenzungen
U. a. bei Schauspielern, Sängern und Musikern, die ausschließlich das Werk bzw. die Vorlagen Anderer interpretieren, wird der jeweils erste Auftritt nicht als „Erstlingswerk“, sondern als „Erstauftritt“ bzw. „Debüt“, bei Sportlern auch als „Einstand“ bezeichnet.